# Bokenäs distrikt
Bokenäs distrikt är ett distrikt i Uddevalla kommun och Västra Götalands län. 
Distriktet ligger vid kusten, sydväst om Uddevalla. Gullmarsleden, en cirka 1,85 km lång allmän färjeled som är en del av länsväg 161, går mellan Skår vid Bokenäs och Finnsbo färjeläge på Lysekilssidan.

## Tidigare administrativ tillhörighet
Distriktet inrättades 2016 och utgörs av socknen Bokenäs i Uddevalla kommun. 
Området motsvarar den omfattning Bokenäs församling hade vid årsskiftet 1999/2000.